# Elizabeth Raffald
Elizabeth Raffald (1733 - 19 avril 1781) est une autrice, inventeuse et entrepreneure anglaise.
Née et élevée à Doncaster, dans le Yorkshire, Raffald devient domestique pendant quinze ans, devenant femme de ménage des baronnets Warburton à Arley Hall, dans le Cheshire. Elle quitte son poste pour épouser John, le jardinier en chef du domaine. Le couple déménage à Manchester, Lancashire, où Raffald ouvre un bureau d'enregistrement pour mettre en relation les travailleurs domestiques et leurs potentiels employeurs. Elle dirige également une école de cuisine et vend de la nourriture préparée dans l'école. En 1769, elle publie le livre de cuisine The Experienced English Housekeeper (en), qui contient la première recette de gâteau de mariage (en).
En août 1772, Raffald publie The Manchester Directory, la première liste de 1 505 commerçants et politiciens de Manchester. Les Raffald dirigent ensuite deux importantes maisons de poste à Manchester et à Salford avant de rencontrer des problèmes financiers, probablement causés par l'alcoolisme de John. Raffald lance une entreprise de vente de fraises et de boissons chaudes pendant la saison des fraises. Elle meurt subitement en 1781, juste après avoir publié la troisième édition de son annuaire et sans terminer la mise à jour de la huitième édition de son livre de cuisine.
Après sa mort, on compte quinze éditions officielles de son livre de cuisine et vingt-trois éditions volées. Ses recettes ont été fortement plagiées par d'autres personnes, notamment par Isabella Beeton dans son best-seller Mme Beeton's Book of Household Management (1861). Les recettes de Raffald sont admirées par plusieurs chefs et autrices culinaires modernes, dont Elizabeth David et Jane Grigson.

## Biographie

### Enfance et éducation

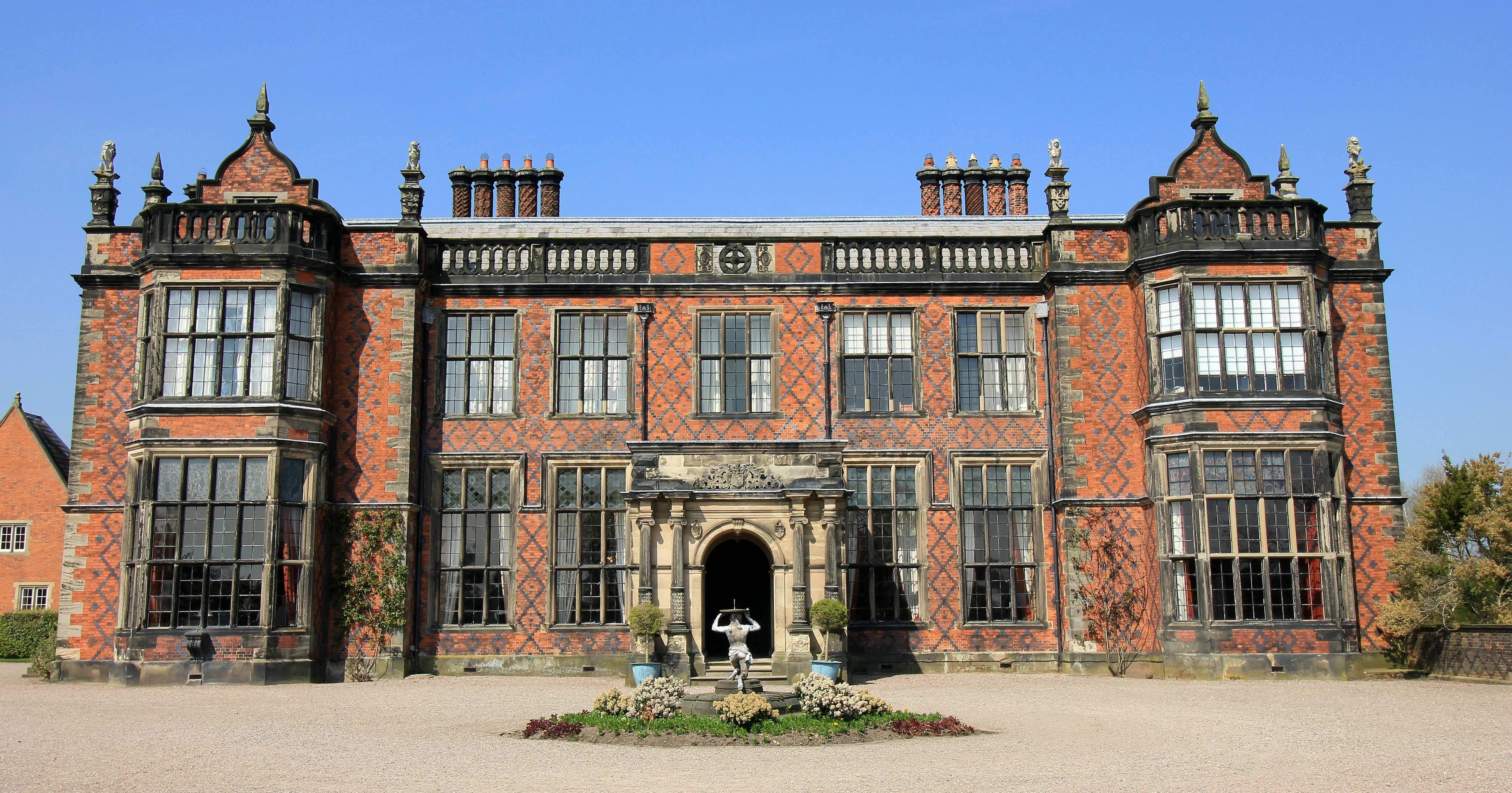
Arley Hall, Cheshire, où Raffald était employée de maison

Raffald naît Elizabeth Whitaker à Doncaster, l'une des cinq filles de Joshua et Elizabeth Whitaker,. Certaines sources écrivent le nom "Whittaker",, mais l'Oxford Dictionary of National Biography et la National Portrait Gallery, entre autres, l'écrient Whitaker,. Raffald est baptisée le 8 juillet 1733. Elle reçoit une bonne éducation, apprenant à parler français. À quinze ans, elle commence à travailler en tant que cuisinière, et s'élève au poste de gouvernante. Son dernier poste de domestique est à Arley Hall, dans le Cheshire, au nord-ouest de l'Angleterre, où elle est gouvernante de Lady Elizabeth Warburton, de la famille des baronnets de Warburton. Commençant ce travail en décembre 1760, Raffald est payée 16 £ par an, soit environ £2 437 en 2025. Au total, elle passe quinze ans à être domestique.
Après quelques années à travailler pour les Warburtons, Elizabeth épouse John Raffald, le jardinier en chef d'Arley Hall. La cérémonie a lieu le 3 mars 1763 à l'église St Mary and All Saints, à Great Budworth ; le 23 avril, le couple quitte le service des Warburtons et déménage à Fennel Street, à Manchester,, où la famille de John est maraîchère près de la rivière Irwell. Au cours des années suivantes, le couple a probablement eu six filles. Les filles ont chacune leur propre préceptrice et, lorsqu'elles sortent, sont toujours vêtues de robes blanches propres et accompagnées par leurs préceptrices ; au moins trois des filles sont allées dans des internats.

### Carrière en affaires

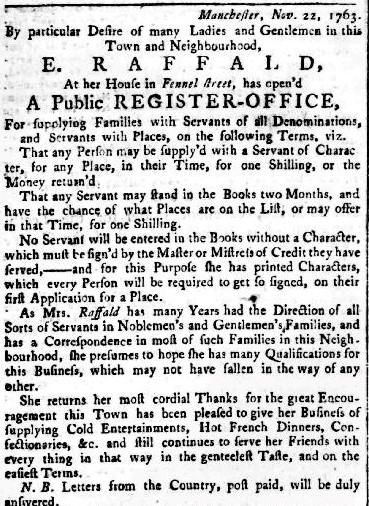
Publicité de Raffald de novembre 1763 dans le Manchester Mercury

John ouvre un magasin de fleurs près de la rue Fennel ; Raffald, quant à elle, se lance dans l'entrepreneuriat. Elle loue d'abord les pièces inutilisées du magasin comme espace de stockage. Ensuite, elle monte un bureau d'enregistrement visant à mettre en relation le personnel domestique avec les employeurs en échange d'une commission. Enfin, elle commence à vendre des hors-d'œuvre froids, des plats chauds et des confiseries. Au cours des années suivantes, son entreprise prospère et elle propose alors des cours de cuisine. En août 1766, les Raffald vivent dans un nouveau local, probablement plus grand. L'historienne des femmes d'affaires Hannah Barker estime que l'adresse exacte doit être 12 Market Place. John y vend des graines et des plantes, tandis que Raffald vend « des gelées, des crèmes, des possets, de la flummery, des gâteaux au fromage au citron et toutes autres décorations pour divertissements froids ; également, jambons, langues, fromage de tête, saumon de Newcastle et esturgeons, cornichons et ketchups de Yorkshire en tout genre, cornichons au Yorkshire » ; elle est également traiteuse pour des dîners civiques.

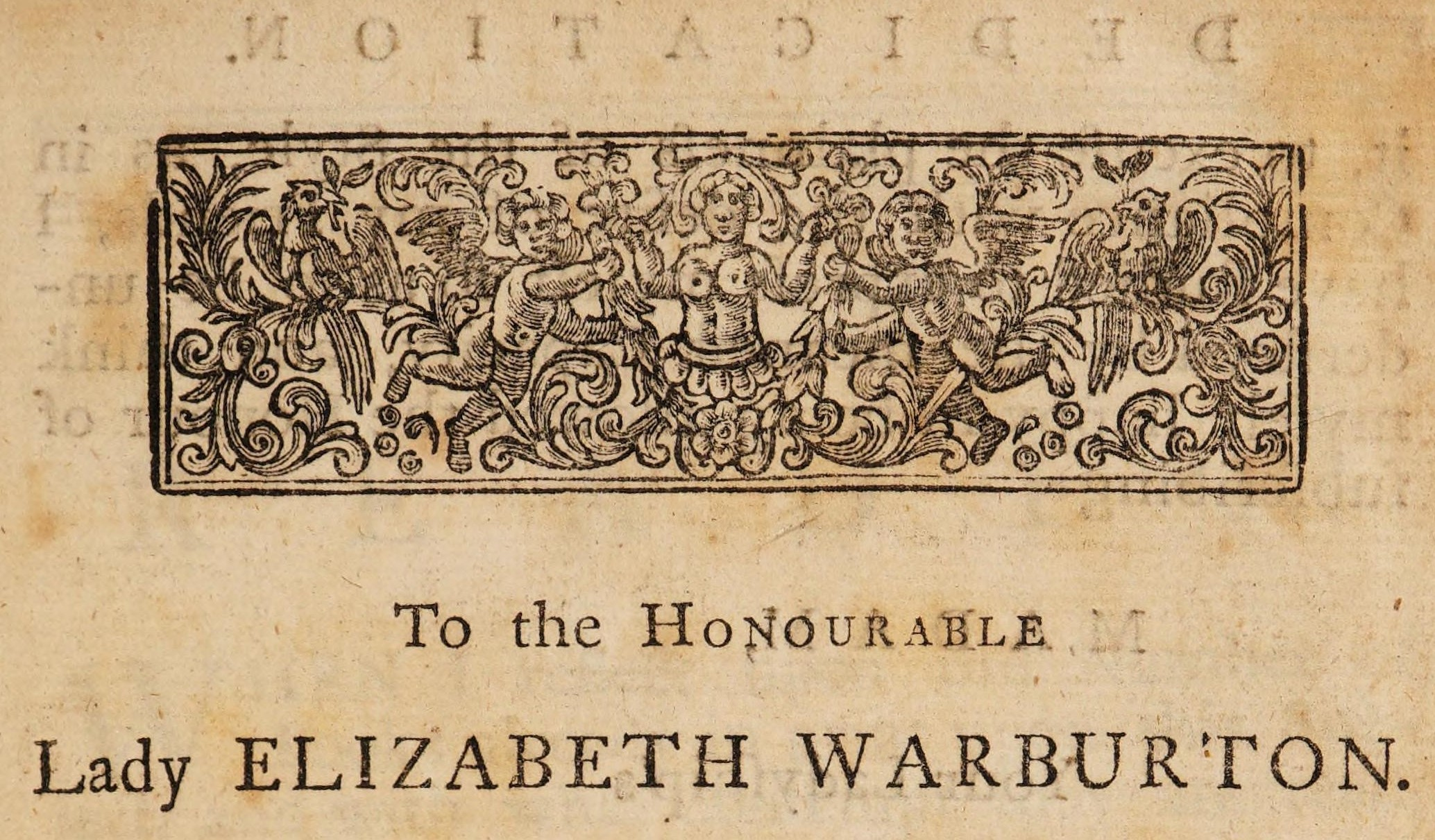
Dédicace à l'édition 1769 de The Experienced English Housekeeper

En 1769, Raffald publie son livre de cuisine, The Experienced English Housekeeper (en), qu'elle dédie à Lady Warburton,. Le titre entier du livre est The Experienced English House-keeper: For the Use and Ease of Ladies, House-Keepers, Cooks, &c.: Wrote Purely from Practice, and Dedicated to the Hon. Lady Elizabeth Warburton, Whom the Author Lately Served as House-keeper: Consisting of Near 800 Original Receipts, Most of Which Never Appeared in Print. Comme le veut la tradition, Raffald a obtenu des abonnés, l'équivalent des précommandes modernes. La première édition est soutenue par plus de 800 abonnés qui ont recueilli plus de 800 £,. Les abonnés paient cinq shillings lors de la publication du livre; les non-abonnés en paient six. Le livre est « imprimé par un voisin sur qui je peux compter pour lui rendre la justice la plus stricte, sans la moindre altération ». Le voisin en question est Joseph Harrop, éditeur du Manchester Mercury, un hebdomadaire dans lequel Raffald a fait de nombreuses publicités,. Elle décrit le livre comme une "entreprise laborieuse"  qui a nui à sa santé car elle aurait été "trop studieuse et prêtant trop d'attention". Dans une tentative d'éviter le piratage de son travail, Raffald signe elle-même la première page de chaque copie de la première édition. 
Dans l'introduction de The Experienced English Housekeeper, Raffald déclare: « Je peux fidèlement assurer à mes amis que [...les recettes] sont écrites d'après ma propre expérience et ne sont empruntées à aucun autre auteur ». Comme sa prédécesseure Hannah Glasse, Raffald garde un style simple et clair.
En 1771, Raffald publie une deuxième édition de The Experienced English Housekeeper, qui inclut une centaine de recettes supplémentaires. L'éditeur est Robert Baldwin de 47 Paternoster Row, Londres, qui verse à Raffald 1 400 £ pour les droits d'auteur du livre,. Quand il lui demande de changer une partie des écrits rédigés en dialecte de Manchester, elle refuse d'altérer son contenu original. D'autres éditions du livre sont publiées au cours de sa vie: en 1772 (imprimé à Dublin), 1773, 1775 et 1776 (tous imprimés à Londres).
En mai 1771, Raffald annonce la vente de cosmétiques dans sa boutique. L'historien Roy Shipperbottom considère que son neveu, le parfumeur du roi de Hanovre, est probablement le fournisseur des articles. La même année, elle aide à créer le Manchester Journal de Prescott, le deuxième journal mancunien,.

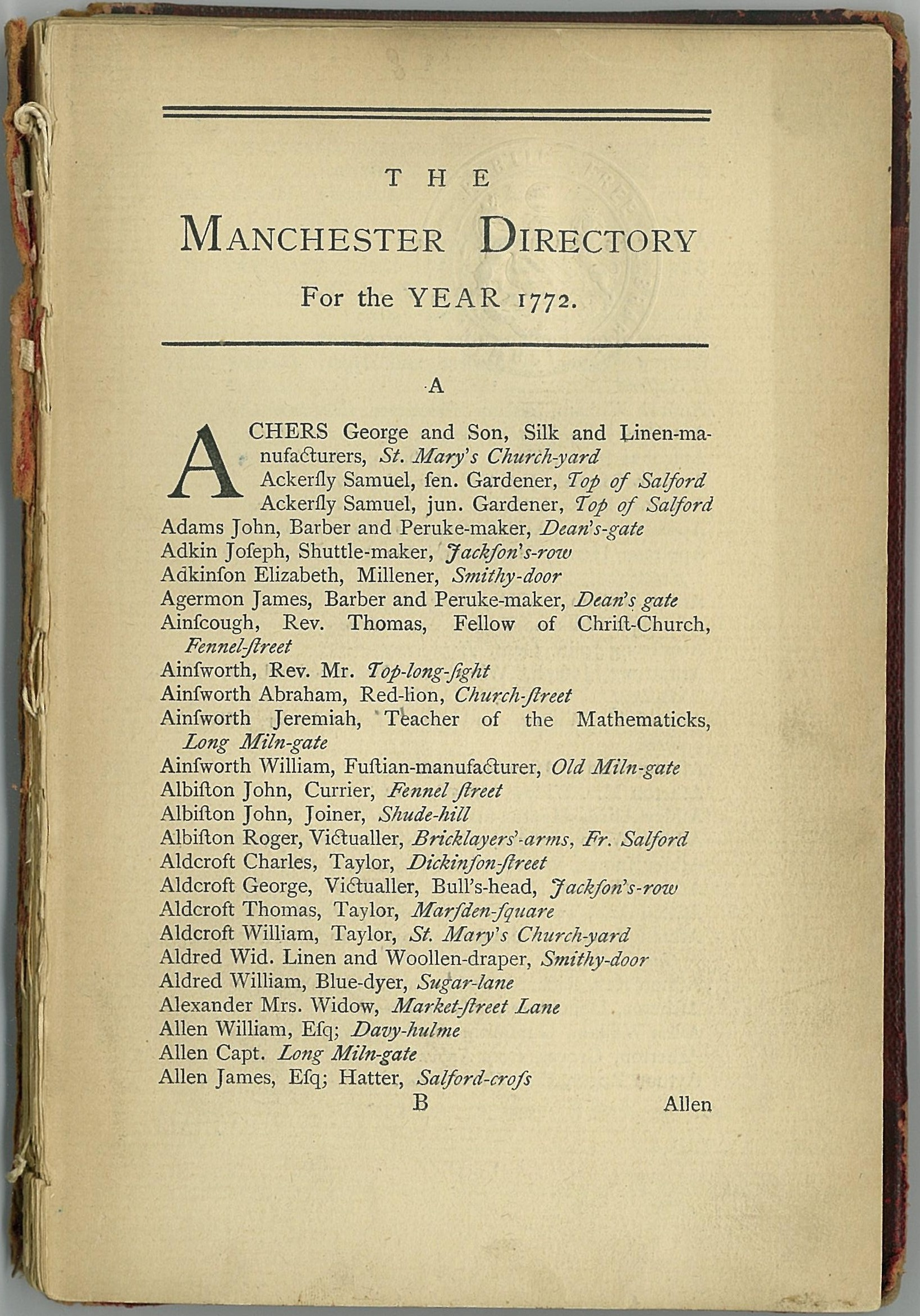
La première page du Répertoire de Manchester, écrite par Raffald en 1772

En août 1772, Raffald publie The Manchester Directory (de son nom complet, The Manchester Directory for the Year 1772. Containing an Alphabetical List of the Merchants, Tradesmen, and Principal Inhabitants in the Town of Manchester, with the Situation of Their Respective Warehouses, and Places of Abode), une liste de 1 505 commerçants et dirigeants civiques de Manchester. L'année suivante, une nouvelle édition couvre également Salford.
À un moment donné, les Raffald dirigent également la taverne Bulls Head, une importante maison de poste dans la région, et en août 1772, le couple prend possession d'une auberge de relais.
Avec une grande salle de réception dans les locaux, les Raffald accueillent le dîner annuel du Beefsteak Club et organisent des « assemblées de cartes » hebdomadaires pendant l'hiver. La cuisine de Raffald et sa connaissance du français ont attiré des visiteurs étrangers à l'auberge. La sœur de Raffald, Mary Whitaker, ouvre une boutique en face de Kings Head et commence à vendre les produits que Raffald proposait à l'époque de Fennel Street. Elle reprend également en main le bureau d'enregistrement des domestiques.
Le couple a des problèmes à Kings Head. John boit beaucoup et a des idées de suicide ; quand il affirme vouloir se noyer, Raffald répond : « Je pense que ce pourrait être la meilleure mesure que vous pourriez prendre, car alors vous seriez soulagé de tous vos ennuis et angoisses et vous me harcelez vraiment beaucoup ». Les vols à l'auberge sont courants et le commerce ne prospère pas ; les problèmes d'argent se multiplient. Comme toutes les transactions financières sont au nom de John, il règle les dettes en cédant tous les actifs du couple et en quittant Kings Head, puis en se déclarant en faillite. Le couple revient à Market Place en octobre 1779. John devient propriétaire de l'Exchange Coffee House et Raffald vend de la nourriture, principalement des soupes. Pendant la saison des fraises, elle vend des fraises avec de la crème, du thé et du café sur l'hippodrome de Kersal Moor pour les dames,.

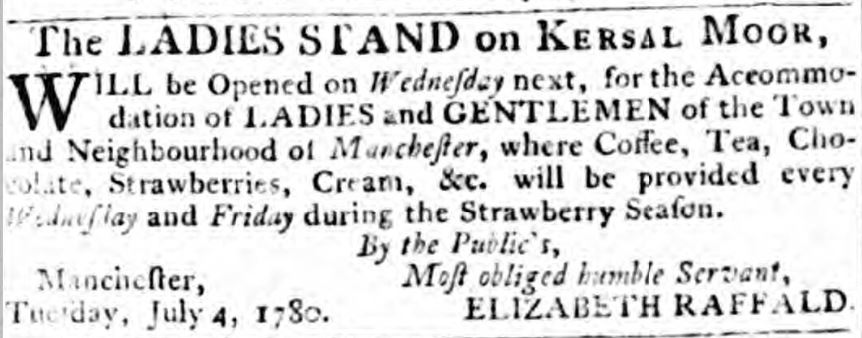
Publicité de Raffald dans le Manchester Mercury, juillet 1780, pour la vente de rafraîchissements à l'hippodrome de Kersal Moor

En 1781, les finances des Raffald s'améliorent. Raffald met à jour The Manchester Directory pour une troisième édition ; elle est en train de compiler la huitième édition de The Experienced English Housekeeper et d'écrire un livre sur la profession de sage-femme avec Charles White,.
Elle meurt subitement le 19 avril 1781 de spasmes, alors qu'elle est en pleine forme une heure plus tôt : la thèse moderne est qu'elle a souffert d'un accident vasculaire cérébral. L'historienne Penelope Corfield considère que la faillite de John pourrait avoir été un facteur dans la mort prématurée de Raffald. Elizabeth Raffald est enterrée à l'église St Mary de Stockport le 23 avril.
Une semaine après la mort de Raffald, les créanciers de John lui imposent de fermer le café et de vendre tous ses actifs ; ne trouvant pas de repreneurs, il cède le bail et tous ses meubles pour régler les dettes. Le copyright du manuscrit de maïeutique semble avoir été vendu ; on ne sait pas s'il a jamais été publié, mais s'il l'était, le nom de Raffald n'y figurait pas. John déménage à Londres peu de temps après la mort de Raffald et « a vécu de façon extravagante », selon Cox. Il se remarie, puis retourne à Manchester une fois ruiné à nouveau. À son retour, il intègre l'église méthodiste wesleyenne (en). Il meurt en décembre 1809, à l'âge de 85 ans, et est enterré à Stockport,.

## Travaux

### Cuisine

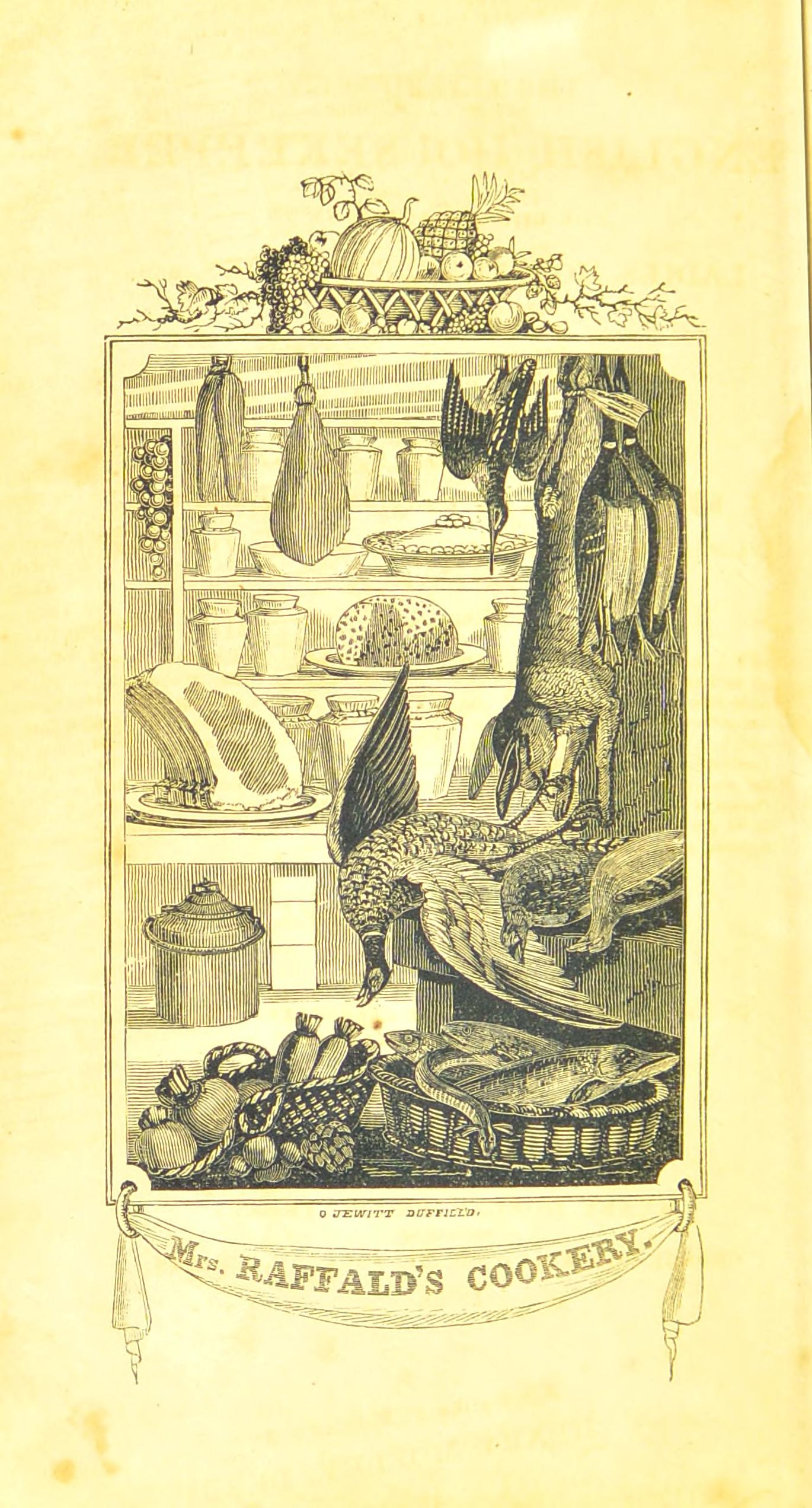
Frontispice de l'édition de 1825 de The Experienced English Housekeeper

Pour la première édition de The Experienced English Housekeeper, Raffald a testé toutes les recettes elle-même ; pour la deuxième édition en 1771, elle ajoute 100 recettes, dont certaines qu'elle a achetées et non testées : pour celles-ci, elle ajoute un message au lectorat. Colquhoun considère que les recettes que Raffald a écrites étaient celles qui plaisaient à la Moyenne Angleterre, notamment « des pieds de veau déchiquetés, des tartes au poulet et des puddings aux carottes, des œufs pochés sur du pain grillé, des macaronis au parmesan et de la laitue cuite à la menthe et à la sauce »,. Raffald est, écrit Colquhoun, typique de son époque, car elle ne veut pas utiliser d'ail,   préfère manger les légumes croquants et utilise du raifort râpé et du piment de Cayenne.
The Experienced English Housekeeper ne comprend que des recettes de nourriture et de boisson et, contrairement à de nombreux autres livres de cuisine de l'époque, pas de recettes de médicaments ou de parfums. L'ouvrage contient une page avec des instructions pour mettre la table, et aucune instruction pour les domestiques. Plus d'un tiers des recettes du livre sont consacrées à la confiserie, y compris une recette précoce de crème brûlée, des détails sur la façon de faire tourner le sucre dans des paniers à sucre et des instructions sur la façon de créer des gelées à plusieurs couches, qui comprenaient « du poisson fabriqué à partir de flummery ou des nids de poule à partir de zeste de citron poché au sirop en tranches fines ».
L'historienne culinaire Esther Bradford Aresty (en) considère que « le fantasme était la spécialité de Mme Raffald » et cite des exemples de recettes plus belles que bonnes. Colquhoun pense que certaines des recettes sont «juste un peu bizarres», par exemple le « Lapin surpris », où le cuisinier est chargé, après le rôtissage, de « tirer les os de la mâchoire et de les coller dans les yeux pour leur donner l'apparence de cornes ».
Colquhoun admire le style de Raffald, comme le conseil de réserver l'eau d'une pâte à tarte aux raisins, car «cela rend la croûte triste »,. Shipperbottom met en évidence les phrases de Raffald telles que « le sel sec fera des bonbons et brillera comme des diamants sur votre bacon »,.
Selon le lexicographe John Ayto, Raffald est la première écrivaine à fournir une recette de crumpets ; elle crée une première recette dans la cuisine anglaise pour la cuisson des ignames et une première référence au barbecue. Elle est partisane d'ajouter du vin aux plats avant la fin de la cuisson, bien avant que ce soit à la mode,.

### Annuaire

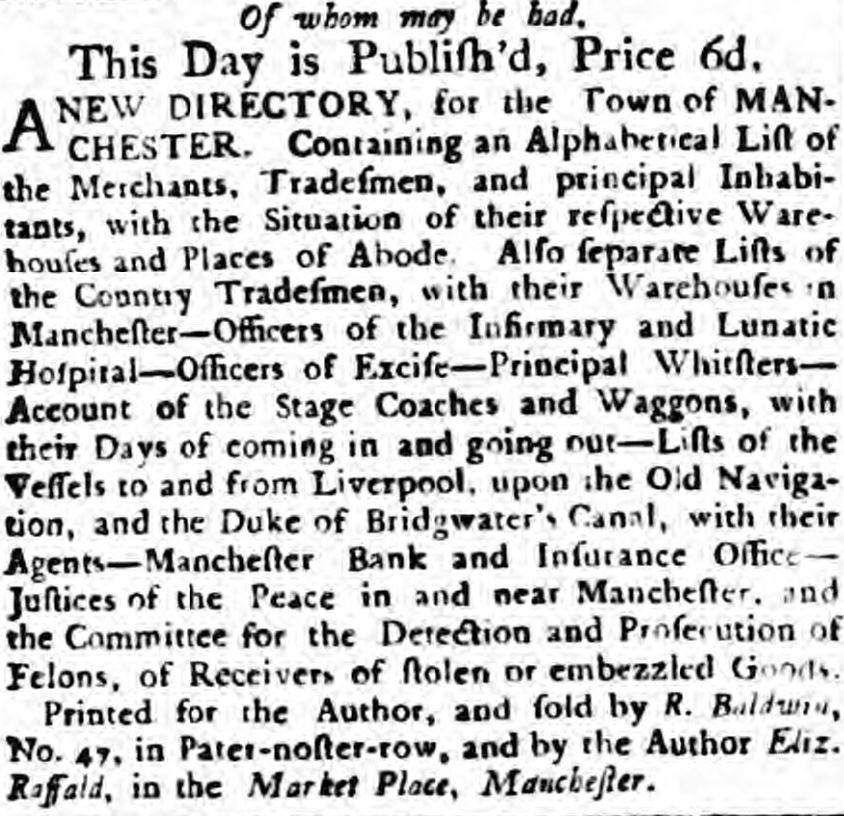
Publicité de 1772 pour l'annuaire de Manchester

Raffald publie trois éditions du Manchester Directory, en 1772, 1773 et 1781. Pour compiler la liste, elle envoie "des personnes présentables et intelligentes autour de la ville, pour prendre le nom, l'entreprise et le lieu de résidence de chaque gentleman et commerçant, ainsi que d'autres personnes dont l'entreprise ou l'emploi a tendance à être notifiée au public". L'historienne Hannah Barker, dans son examen des femmes d'affaires dans le nord de l'Angleterre, observe que ce processus pouvait prendre des semaines ou des mois. Le travail est divisé en deux sections: premièrement, une liste des commerçants de la ville et de l'élite civique, par ordre alphabétique ; deuxièmement, une liste des principales organisations et entités religieuses, commerciales, philanthropiques et gouvernementales de Manchester.
Raffald n'inscrit pas son magasin sous son propre nom, mais sous celui de son mari, "John Raffald Seedsman and Confectioner" ;  Barker fait remarquer que cela diffère de son approche habituelle, car sa boutique et son livre étaient tous deux annoncés sous son propre nom. Le Directory contient 94 femmes exerçant une profession, soit seulement 6% du total des listes ; parmi celles-ci, 46 sont inscrites comme veuves, ce que l'historienne Margaret Hunt considère comme « une proportion étrangement élevée ».
Les historiens utilisent le répertoire de Raffald pour étudier le rôle des femmes dans les affaires au XVIIIe siècle. On y retrouve Margaret R. Hunt avec The Middling Sort: Commerce, Gender, and the Family in England, 1680–1780 (1996), Hannah Barker et The Business of Women: Female Enterprise and Urban Development in Northern England 1760–1830 et les études de P. J. Corfield's pour la revue Urban History,. Barker met en garde contre les inconvénients potentiels du matériel, y compris le fait que les femmes faisant du commerce indépendamment de leur famille, ou veuves ou célibataires, sont susceptibles d'être répertoriées, mais toute femme qui fait du commerce en partenariat avec son mari est inscrite au nom de son mari. Hunt fait remarquer qu'il n'y a aucun employé d'hôtellerie répertorié ; les répertoires qui couvrent d'autres villes en énumèrent des nombres importants, mais la catégorie est absente du travail de Raffald.

## Postérité

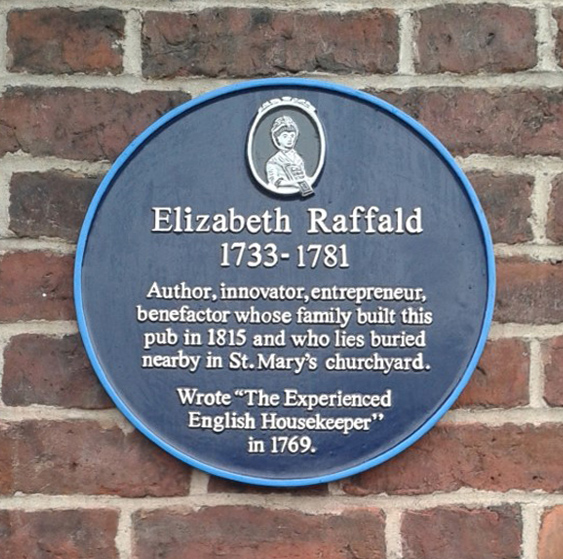
Une plaque commémorative à Stockport

Baldwin publie la huitième édition de The Experienced English Housekeeper peu de temps après la mort de Raffald. Tout au long de sa vie, elle refuse de faire peindre son portrait, mais Baldwin inclut une gravure d'elle dans cette édition, portant une coiffure qu'une de ses filles avait faite. The Experienced English Housekeeper est un livre populaire et continue à être imprimé pendant près de cinquante ans.
Quinze éditions autorisées de son livre sont publiées et vingt-trois piratées : la dernière édition date de 1810,. Avec l'œuvre de Hannah Glasse en 1747, The Art of Cookery Made Plain et Easy and The Compleat Housewife (en) d'Eliza Smith (en) (1727), The Experienced English Housekeeper est l'un des livres de cuisine populaires en Amérique coloniale,.
L'œuvre de Raffald est fortement plagiée pendant le reste du XVIIIe et au XIXe siècle; l'historienne Gilly Lehman écrit que Raffald était l'une des autrices de livres de cuisine les plus copiées du siècle. Les auteurs qui ont copié le travail de Raffald incluent Isabella Beeton, dans son Mrs Beeton's Book of Household Managementde 1861 ; Mary Cole en 1789 dans The Lady's Complete Guide ; Richard Briggs en 1788 dans The English Art of Cookery (en) ; The Universal Cook (en) (1773) de John Townshend; Mary Smith dans The Complete House-keeper and Professed Cook (1772) ; et John Farley en 1783 dans The London Art of Cookery.
Des copies manuscrites de recettes individuelles sont trouvées dans des livres de recettes familiales à travers l'Angleterre, et la reine Victoria elle-même a copié plusieurs des recettes de Raffald, dont une pour "Temple du roi Salomon en volaille", quand elle est princesse.
Ayto déclare que Raffald est peut-être la personne qui a inventé le gâteau Eccles. L'écrivain culinaire Alan Davidson (en) estime que la recette de Raffald est la base à partir de laquelle le gâteau Eccles a été développé plus tard.
Raffald a également joué un rôle important dans le développement du gâteau de mariage. Elle a écrit la première recette d'un « gâteau de mariée » reconnaissable comme un gâteau de mariage moderne,. Bien que les gâteaux soient déjà une partie traditionnelle des noces, sa version diffère des recettes précédentes par l'utilisation de glaçage royal sur une couche de pâte d'amande ou de glaçage,. Simon Charsley, dans l'Encyclopedia of Food and Culture, considère que la base de Raffald pour son gâteau « est devenue la formule distinctive pour des gâteaux de célébration britanniques de plus en plus variés » au cours du siècle suivant.
Raffald est source d'inspiration pour plusieurs cuisiniers et écrivains modernes. L'écrivaine culinaire Elizabeth David fait référence à Raffald à plusieurs reprises dans ses articles, recueillis dans Is There a Nutmeg in the House avec par exemple une recette de crème glacée à l'abricot. Dans son livre de 1984, Une omelette et un verre de vin, David inclut les recettes de Raffald pour le jambon en pot avec du poulet, du saumon en pot et du syllabub au citron. Dans English Bread and Yeast Cookery (en) (1977), David inclut des recettes de crumpets, de "wegg" et de petits pains de Bath.
L'écrivaine culinaire Jane Grigson admire le travail de Raffald, et dans son livre de 1974 English Food, elle inclut cinq recettes de Raffald : bacon et tarte aux œufs (une quiche lorraine avec un couvercle de pâtisserie), "whet" (filets d'anchois et fromage sur toast), jambon en pot au poulet, crème brulée, et les flans à l'orange.
Raffald est citée environ 270 fois dans le Oxford English Dictionary y compris pour les termes « bride cake », « gofer-tongs », « hedgehog soup » et « Hottentot pie ». Une plaque bleue marque l'emplacement du pub Bulls Head que Raffald dirigeait. Elle est endommagée lors de l'attentat de Manchester en 1996 et déplacée en 2011 au bâtiment Marks & Spencer d'Exchange Square.
En 2013, Arley Hall ajoute certaines des recettes de Raffald dans le menu du restaurant. Steve Hamilton, directeur général d'Arley Hall, déclare : « [Raffald est] un personnage crucial dans l'histoire d'Arley et il est juste que nous marquions sa contribution au passé du domaine ». Arley Hall qualifie Raffald de « Delia Smith du 18ème siècle ». L'historienne Janet Theophano qualifie Raffald de « Martha Stewart de son époque ».